# Boris Shpilevsky
Boris Rouslanovitch Chpilevski - en russe : Борис Русланович Шпилевский et en anglais : Boris Shpilevsky - (né le 20 août 1982 à Moscou) est un coureur cycliste russe.

## Biographie
Après avoir couru pour deux équipes continentales, il rejoint l'équipe ProTour Fuji-Servetto en 2009. Il quitte cette équipe le 22 juin de la même année. En 2010, il court pour l'équipe Katyusha Continental, réserve de l'équipe ProTour Katusha. À la fin du mois d'août, il rejoint le CC Cambrai, club français évoluant en division nationale 2. Il remporte au début du mois de septembre les critériums de Cambrai et Raismes,. En 2011, il court dans l'équipe continentale iranienne Tabriz Petrochemical. Pour la saison 2012, il est recruté par l'équipe française AG2R La Mondiale.

## Palmarès
- 2003
  - 4ea et 5e étapes du Grand Prix Guillaume Tell
  - 1re étape du Triptyque des Barrages
  - 2e du Triptyque des Barrages
- 2004
  -  Champion de Russie sur route espoirs
- 2005
  - Mémorial Daniele Angelini
  - Gran Premio San Flaviano
  - Coppa Contessa Carnevale
  - Circuit de Cesa
  - Trofeo Festa Patronale
- 2006
  - Grand Prix Camon
  - Tour du Frioul-Vénétie julienne :
    - Classement général
    - 1reb étape (contre-la-montre par équipes)

  - Circuit de Cesa
  - Trophée Alvaro Bacci
  - Gran Premio Ezio Del Rosso
  - Coppa Mobilio Ponsacco (contre-la-montre)
- 2007
  - Flèche du Sud :
    - Classement général
    - 2e et 4e étapes

  - Clásica Internacional Txuma
  - Florence-Pistoia
  - 3e du Tour de Toscane
- 2008
  - 2e étape du Tour de Belgique
  - Tour de Hainan :
    - Classement général
    - 1re, 2e, 4e, 6e, 7e et 8e étapes
- 2009
  - 2e, 6e, 8e et 9e étapes du Tour de Hainan
  - 3e de l'UCI Asia Tour
- 2010
  - 5e, 8e et 9eb étapes du Tour du Maroc
  - 2e et 4e étapes des Cinq anneaux de Moscou
  - 7e et 8e étapes du Tour du lac Qinghai
- 2011
  - 9e étape du Tour de Langkawi
  - 4e, 5e, 6e et 7e étapes du Tour de Chine
  - Prologue et 1re étape du Tour de Java oriental
  - Tour du lac Taihu :
    - Classement général
    - 1re et 5e étapes
- 2013
  - 1re étape du Tour de Fuzhou
  - 3e du Tour du lac Taihu
- 2014
  - 7e étape du Tour de Chine I
  - Tour de Chine II :
    - Classement général
    - 2e et 5e étapes

  - 2e, 4e et 6e étapes du Tour du lac Poyang
  - 5e et 9e étapes du Tour du lac Taihu
  - 1re étape du Tour de Fuzhou
  - 2e de l'UCI Asia Tour
  - 3e du Tour de Chine II
- 2015
  - 8e, 10e et 11e étapes du Tour du lac Poyang
  - 3e du Tour de Chine II

## Classements mondiaux
| Année           | 2006 | 2007 | 2008 | 2009 | 2010 | 2011 | 2012 | 2013 | 2014 |
| --------------- | ---- | ---- | ---- | ---- | ---- | ---- | ---- | ---- | ---- |
| UCI Africa Tour |      |      |      |      | 49e  |      |      |      |      |
| UCI Asia Tour   |      |      |      | 3e   | 5e   | 5e   |      | 295e | 2e   |
| UCI Europe Tour | 283e | 89e  | 133e | 806e | 667e | 875e |      | 899e |      |